# 熊野市ふるさと振興公社
一般財団法人熊野市ふるさと振興公社（くまのしふるさとしんこうこうしゃ）は、1993年4月1日に設立された三重県熊野市の公社。2005年に紀和町と熊野市の合併にともない熊野市の管轄になった。2013年3月31日までは「財団法人紀和町ふるさと公社」であった。熊野市が全額出資し、熊野市長が理事長を兼任する。

## 設立目的
- 農耕文化の伝承、農林地の保全管理、営農指導の実施、農林産物の加工販売、雉の飼育放鳥・加工販売、都市との交流推進事業を行い、町民の福祉の向上と地域経済の発展に寄与することを目的としている。

## 事業内容
- 農耕文化の伝承、農林地の保全管理
  - 丸山千枚田の保全管理、休耕田の管理
- 営農指導の実施
- 農林物産の生産
  - 日本雉・高麗雉の飼育、新姫・熊野地鶏の生産
- 特産品の加工・販売
  - 梅干し、生きている紀和みそ、その他の特産品（高菜漬け・千枚田米・千枚田もち）
- さんま醤油
- 都市との交流推進
- 丸山千枚田荘の管理運営
- ホテル瀞流荘・湯元山荘湯ノ口温泉の経営[2]

## 沿革
- 1993年
  - 4月1日 - 財団法人紀和町ふるさと公社を設立。
  - 4月5日 - 法人登記。
- 2013年4月1日 - 「一般財団法人熊野市ふるさと振興公社」に改称[1]。

## 不祥事
2020年（令和2年）3月に振興公社が経営するホテル瀞流荘で窓口業務を担当していた幹部社員が2018年（平成30年）より計336万円を釣り銭用金庫から着服していたことが発覚し、懲戒解雇処分とした。また湯元山荘湯ノ口温泉でも臨時社員が入浴料16万8千円を着服しており、同じく懲戒解雇とした。着服分は両者から全額返金されたため、刑事告訴は見送った。